# Praravinia lucbanensis
Praravinia lucbanensis là một loài thực vật có hoa trong họ Thiến thảo. Loài này được (Elmer) Bremek. miêu tả khoa học đầu tiên năm 1940.